# Ponikve, Tolmin
Ponikve este o localitate din comuna Tolmin, Slovenia, cu o populație de 203 locuitori.